# Supercoppa degli Emirati Arabi Uniti 2021
La UAE Super Cup 2021 è stata la tredicesima edizione dell'era professionista della UAE Super Cup, su ventuno edizioni totali della competizione. Si è disputata il 7 gennaio 2021 allo Stadio Hazza bin Zayed di al-'Ayn. La sfida ha visto contrapposte l'Al-Jazira Club, vincitore della UAE Arabian Gulf League 2020-2021, e lo Shabab Al-Ahli, vincitrice della Coppa del Presidente degli Emirati Arabi Uniti 2020-2021.

## Tabellino
| Arbitro: | Sultan Abdurazzaq |

|                                |                      |                                 |
| Ramadan 88’                    | Marcatori            | 65’ Jumaa                       |
| Victor Diab Fawzi Jamal Idrees | Tiri di rigore 5 – 3 | Nourollahi Jaber Al-Naqbi Jumaa |